# آلنیا سی-۲۷جی اسپارتان
 آلنیا سی-۲۷جی اسپارتان (به انگلیسی: Alenia C-27J Spartan) یک هواپیمای ترابری نظامی است که توسط شرکت لئوناردو اس.پی.ای. (که تا پیش از ۲۰۱۶ با نام آلنیا آئرماچی شناخته می‌شد) ساخته شده است.  این هواپیما نسخه‌ی پیشرفته‌تری از آئریتالیا جی.۲۲۲ است. پیکربندی این هواپیما رد بخش‌هایی همچون موتورها مشابه لاکهید مارتین سی-۱۳۰جی سوپر هرکولس است. علاوه بر مدل استاندارد ترابری، انواع تخصصی سی-۲۷جی برای گشت دریایی، جستجو و نجات، فرماندهی (کنترل، ارتباطات، اطلاعات، نظارت و شناسایی) پشتیبانی آتش، جنگ الکترونیک و ماموریت‌های تهاجمی نیز ساخته شده است.  

در سال ۲۰۰۷، سی-۲۷جی به عنوان هواپیمای مشترک هواپیمایی (JCA) برای ارتش ایالات متحده انتخاب شد؛ این دو در یک توافق‌نامه بین‌المللی تولید شده‌اند که بر اساس آن شرکت ال-۳ کامیونیکیشنز به عنوان پیمانکار اصلی فعالیت می‌کرد. در سال ۲۰۱۲، نیروی هوایی ایالات متحده (USAF) به دلیل کاهش بودجه، پس از مدت کوتاهی، این هواپیما را کنار گذاشت. پس از آن C-27J توسط واحدهای هوایی استرالیا، بلغارستان، چاد، ایتالیا، یونان، کنیا، لیتوانی، مکزیک، مراکش، پرو، رومانی، اسلواکی و زامبیا سفارش داده شده است. 

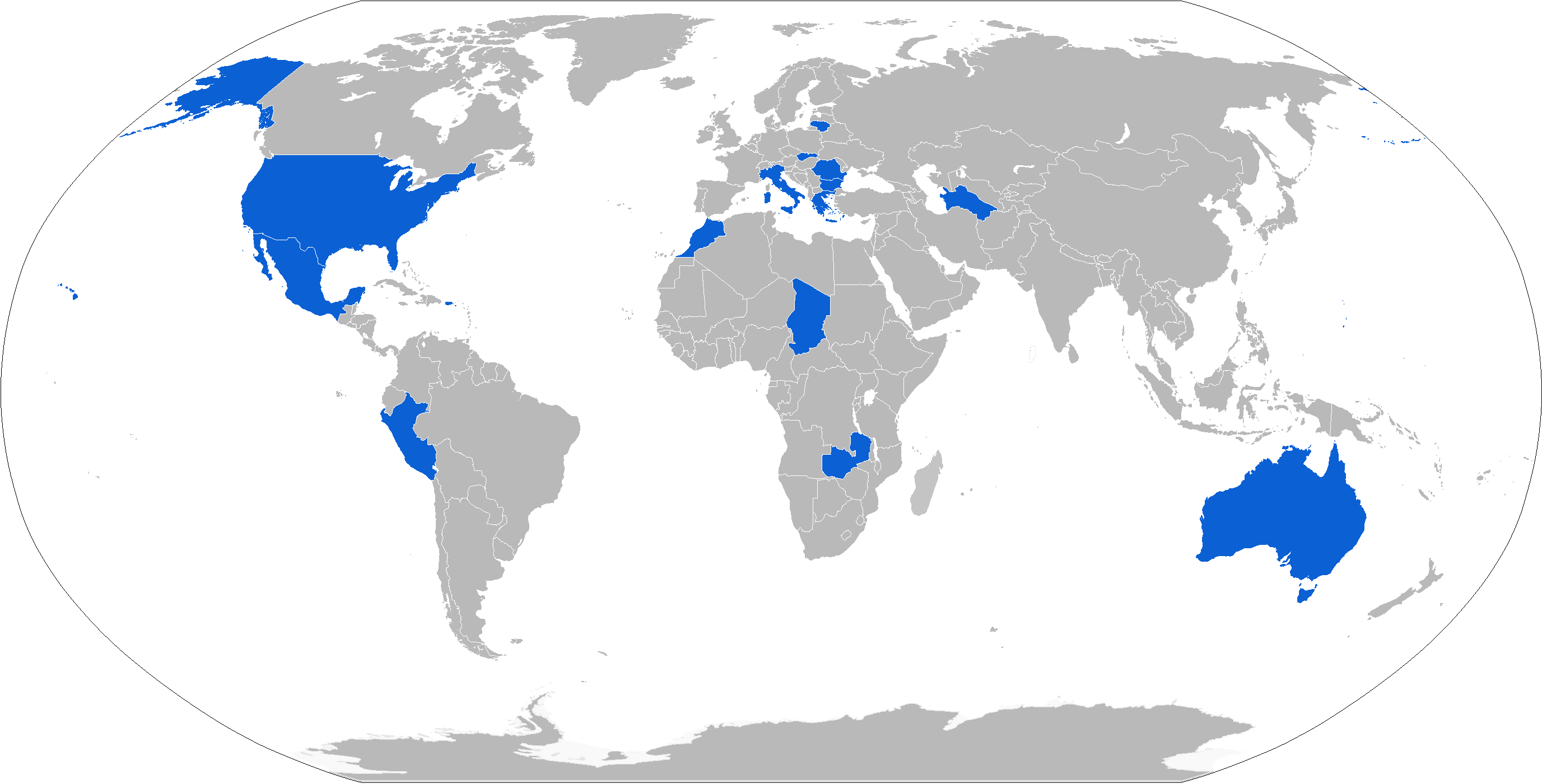
پراکندگی کاربران C-27J

## اپراتورها
استرالیا
 بلغارستان
 چاد
 یونان
 ایتالیا
 کنیا
 لیتوانی
 مراکش
 مکزیک
 پرو
 رومانی
 اسلواکی
 ایالات متحده آمریکا
 زامبیا